# إيريك موران
إيريك موران أريباس (بالإسبانية: Erik Morán Arribas)‏ هو لاعب كرة قدم إسباني في مركز الوسط المدافع ولد في يوم 25 مايو 1991 في بلدة بورتغاليتي في إسبانيا، يلعب حالياً مع نادي أيك أثينا في اليونان وسبق له اللعب مع نادي باسكونيا وأتلتيك بلباو ونادي ليغانيس وريال سرقسطة، لعب مع منتخب إسبانيا تحت 19 سنة ويبلغ طوله 187 سم.

## روابط خارجية
- إيريك موران على موقع الاتحاد الأوربي (الإنجليزية)
- إيريك موران على موقع قاعدة بيانات كرة القدم.إي يو (الإنجليزية)
- إيريك موران على موقع Soccerbase.com (لاعب) (الإنجليزية)
- إيريك موران على موقع Soccerway.com (الإنجليزية)
- إيريك موران على موقع AS.com (الإسبانية)